# Days in Grief
Days in Grief est un groupe allemand de post-hardcore, originaire de Cologne.

## Histoire
Days in Grief sort son premier album, ...Lessons from the Past, en mars 2002, qui rassemble des démos autoproduites. Lors de l'enregistrement du deuxième album Portrait Of Beauty en 2003, il signe un contrat avec le label Poisonfree-Records que le groupe rompt rapidement en raison de divergences d'opinion, puis vient chez EatTheBeat Music.
Avant la sortie de Portrait of Beauty au printemps 2004, Days in Grief est la première partie de The Heartbreak Motel et partage la scène avec Caliban, Atreyu et Hatebreed. Avec le nouvel album, il part ensuite en tournée avec Tribute to Nothing.
Près d'un an plus tard, le troisième album Behind the Curtain of a Modern Tomorrow paraît, le groupe se produit en première partie de Bullet for My Valentine à l'automne 2005. La participation à la tournée Taste of Chaos avec des groupes à succès international tels que Rise Against et Killswitch Engage suit en novembre.
En juillet 2007, Days in Grief annonce sa dissolution sur son site Internet.

## Discographie
Albums
- 2002 : …Lessons from the Past
- 2004 : Portrait of Beauty
- 2005 : Behind the Curtain of a Modern Tomorrow
- 2007 : Days in Grief

Singles
- 2004 : All Inside
- 2005 : The Abstract Feeling of Being Lost
- 2005 : Breathe

## Source de la traduction
- (de) Cet article est partiellement ou en totalité issu de l’article de Wikipédia en allemand intitulé « Days in Grief » (voir la liste des auteurs).